# Solresol
Solresol är ett konstgjort språk avsett som hjälpspråk, som bygger på tonstavelserna vid solmisering av musik. Språket utvecklades av fransmannen François Sudre (1787–1862) från 1829 fram till hans död (den sista publikationen färdigställdes av hans fru och utgavs 1866). Språket var det första konstruerade språket för internationell kommunikation att få spridning och användning. Solresol har även rönt uppmärksamhet bland entusiaster på internet i modern tid.
Solresol baseras på musiknoter i form av kombinationer av stavelserna do, re, mi, fa, so, la, si, som kommer från namnen på tonerna vid solmisering. I kombination kan dessa glosor generera 11 732 ord med fem bokstäver (7 + 7*7 + 7*7*7 + 7*7*7*7 + 7*7*7*7*7); därtill kommer betoningsskillnader för olika grammatiska former. Språket kan spelas, sjungas, nynnas, trummas, målas, talas eller skrivas. I tal uttalas helt enkelt orden som de skrivs.
En av de mest intressanta aspekterna av just Solresol är att det var det första konstruerade språk som spreds över större områden och som faktiskt användes. Det är ganska vanligt att Solresol glöms bort då man diskuterar vilket språk som slog igenom först; Volapük är oftast det språk som oftast nämns. Att betänka är dock att Volapük är något mer utvecklat som språk. En annan sak som Solresol erbjuder är att inga språk är på något vis besläktade, varvid nationalistiska invändningar minimeras, något som inte ens Esperanto kan erbjuda.
Solresol har haft anhängare som Victor Hugo, Alphonse de Lamartine, Wilhelm von Humboldt och Napoleon III. Språket slutade användas i början av 1900-talet.
Sudre hade först skapat en metod för att med tolv toner "transskribera" eller koda om vanliga ord till noter, vilket han började förevisa 1825 genom scenföreställningar – 1835 turnerade han med sitt sällskap i London. 1827 föreslogs det att hans system kunde bli användbart för militär telegrafering nattetid, och han spenderade åtskilliga år med att försöka vidareutveckla systemet för militären. Han kallade det Telephonie (jämför telefon) och anpassade det bland annat med en fyrtonsskala för blåsinstrument – i en variant försök drivna med kompressor – och senare även stämda kanoner, men trots lovord togs systemet aldrig i bruk av franska armén.
Under arbetet med Telephonie, drogs enligt Sudre hans tankar till mer filantropiska användningsområden. Han hade i tankarna en idé om att använda metoden för kommunikation mellan Europas olika folk. Möjligheten att, istället för att använda tolv eller fyra toner, nyttja sjutonsskalan var också uppenbar, och med grund i detta ska Sudre ha börat utveckla La Langue Musicale, senare Solresol, 1829.
23 juli 1833 kunde Sudre för första gången demonstrera Solresol inför en vetenskapsakademi, och han planerade att översätta ordlistan till tolv språk – 1834 hade han hunnit göra sex av dem, och demonstrerade språket inför häpna åskådare, först för redaktionen på La Quotidienne i juni, tre månader senare i Bryssel. När han återkom till Paris var han redan omtalad i hemlandet. 1835 reste han fram och tillbaka mellan London och Paris med sina scendemonstrationer av Solresol – i London framträdde han i konsertsalen på Kings Theatre, och nu kunde han översätta till Solresol även från nederländska och svenska.
Ord längre än fyra stavelser eller toner är ordnade i ett system i Solresol, där den första tonen avgör vilken tematisk kategori ordet tillhör. Längre ord som börjar med do handlar om fysiska och moraliska egenskaper hos mänskligheten, re familj, hushåll och kläder, fa jordbruk, krig och resor, sol konst och vetenskap, och så vidare. Samtidigt finns också ett system i språket där motsatsord är omvända speglingar av varandra – mifamifa är lathet, matthet, inaktivitet, och famifami aktivitet – vilket emellertid inte gäller alla ordspeglingar. Dessa två modeller skapar ibland krockar i språket: styrka och svaghet heter domifasi och sifamido, men si-ord tillhör egentligen kategorin för regering, lagar och samhälle.
Sudre hade tidigare även utarbetat en ”simultan metod för att lära ut musik”. Metoden lovordades i en tidningsartikel från 1819, men finns annars inte dokumenterad.